# Школа № 30 (Иваново)
Муниципальное бюджетное общеобразовательное учреждение гимназия № 30 (МБОУ Гимназия № 30) — общеобразовательное учебное заведение муниципального подчинения города Иваново Ивановской области. Гимназия была основана 24 (11) января 1878 года как женская гимназия. Гимназия № 30 является старейшей из всех действующих учебных заведений города Иваново. Здание школы было построено в 1904 году и является памятником архитектуры.

## История
Школа была открыта в 1878 году как первая гимназия для девочек. Первоначально гимназия располагалась на Панской улице (ныне — улица Станко). Первое помещение для гимназии предоставила госпожа Красильщикова, гимназия расположилась на втором этаже её дома. Позднее гимназия переехала в здание бывшей красильной фабрики, где школа размещается и по сей день. Это здание было подарено городу ивановским фабрикантом С.В. Напалковым. Здание было построено по проекту самого С.В. Напалкова.
В те времена уроки длились 60 минут, а срок обучения составлял 7 лет. Для девушек, желавших стать учительницами, существовал 8-й педагогический класс.
После Октябрьской революции, в мае 1918 года гимназия была преобразована в школу для совместного обучения мальчиков и девочек. При этом учительский состав не поменялся. В 1920—1930-х годах в школе было введено профильное обучение. Были образованы чертежный, экономический и кооперативный классы.
В годы Великой Отечественной войны в здании школы разместился госпиталь для раненых. Учеников временно перевели в школу № 26. После войны школа стала мужской, а в 1954 году — вновь смешанного типа.
В 1965 году школа стала специализированной по изучению английского языка и приобрела название «английской». Этим она отличается от других школ города Иваново.
В 1985 году занесена в Книгу почета Министерства просвещения, в 1996 году — лауреат Всероссийского конкурса «Школа года». В составе педагогов имеет двух победителей Российско-американского конкурса преподавателей английского языка и страноведения и 4 победителей ежегодного конкурса учителей, проводимого Фондом Сороса. Учениками школы были Мстислав Келдыш, Георгий Петров, Борис Пророков. В школе несколько лет преподавал русский художник Олег Птицын.
В 1974—2003 годах директором школы был заслуженный учитель школы РСФСР Валерий Александрович Крюков. При нём для школы были построены дополнительные два корпуса, соединённые между собой подземным переходом и создано школьное самоуправление на базе «парламента» из педагогов, учащихся и их родителей. Крюков отличался демократичностью и коллективизмом, чем завоевал большое доверие в рядах коллег и учеников.
В 2003—2010 директором школы была почётный работник образования Ольга Фёдоровна Логунова. В 2010 году ей была объявлена благодарность президента РФ.
С 2007 года в школе открыт музей, позволяющий познакомиться с историей учебного заведения.
В сентябре 2010 года при школе открылся центр здоровья. Он включает кабинет психологической разгрузки, где дети могут получить квалифицированную психологическую помощь, кабинет с компьютерной диагностикой на оборудовании «АГДО», два спортивных зала, зал аэробики и тренажёрный зал.
На 2011 год школа стала одним из лидеров по результатам ЕГЭ.

## Успехи учеников
В 2006 году Антону Кирьянову была вручена премия Президента РФ в рамках реализации нацпроекта «Образование».
В 2008 году 10-классник Александр Игошин стал чемпионом России по теннису среди юношей до 16-ти лет.
В 2010 году Борис Кочергин стал победителем II Областного конкурса юных химиков, проводимом ИГХТУ, а затем занял второе место на Балтийском научно-инженерном конкурсе, проходившем в Санкт-Петербургском государственном университете.